# M.P.G.
M.P.G. studijski je album američkog glazbenika Marvina Gayea, koji izlazi u travnju 1969. godine. Album bilježi njegovu najbolju prodaju u 1960-ma. Postaje prvi solistički album na 'Billboardovoj' Top 40 ljestvici pop albuma, gdje se nalazi na #33 i također na #1 soul albuma. Naziv albuma je izveden iz Gayevih vlastitih inicijala (Mrvin Pentz Gay, Jr.). 
Materijal na albumu pokazuje Gayev vokalni i glazbeni porast, dok je on bio na križanju svoje glazbene karijere. Na albumu se nalaze tri Top 40 hita koje je skladao Norman Whitfield, "Too Busy Thinking About My Baby" (originalno snimljena od vokalnog sastava 'The Temptations'), "That's The Way Love Is" (originalno snimljena od soul sastava 'The Isley Brothers') i cover od 'Gladys Knight and the Pips', "The End Of Our Road". Singl "Too Busy Thinking About My Baby", koji se najduže zadržava na #1 R&B top ljestvice u 1969. godini i "That's The Way Love Is" na #4 pop ljestvica (odnosno, #2 i #7 soul ljestvica), postižu prodaju od milijun primjeraka. Ove snimke su iz vremena Whitfieldove psihodelične produkcije i podsjećaju na Gayevu obradu #1 hita "I Heard It Through the Grapevine". Skladba "That's the Way Love Is" bit će također uključena u Gayev sljedeći solo album koji je nazvan pod istim imenom That's the Way Love Is.

## Popis pjesama
1. "Too Busy Thinking About My Baby" (Janie Bradford, Norman Whitfield, Barrett Strong)
2. "This Magic Moment" (Doc Pomus, Mort Shuman)
3. "That's The Way Love Is" (Strong, Whitfield)
4. "The End of Our Road" (Roger Penzabene, Strong, Whitfield)
5. "Seek And You Shall Find" (Ivy Hunter, William "Mickey" Stevenson)
6. "Memories" (Lawrence Brown, Gaye, Anna Gordy, Allen Story)
7. "Only a Lonely Man Would Know" (Hunter, Beatrice Verdi)
8. "It's a Bitter Pill to Swallow" (Warren Moore, Smokey Robinson)
9. "More than a Heart Can Stand" (Hunter, Stevenson)
10. "Try My True Love" (Henry Cosby, James Dean, Stevie Wonder)
11. "I Got to Get to California" (Shena DeMell, Hunter)
12. "It Don't Take Much to Keep Me" (Holland-Dozier-Holland)

## Izvođači
- Prvi vokal - Marvin Gaye
- Prateći vokali - The Andantes: Marlene Barrow, Jackie Hicks i Louvain Demps
- Instrumenti - The Funk Brothers

## Vanjske poveznice
- Allmusic.com - M.P.G. - Marvin Gaye